# Lindisfarneevangelierna

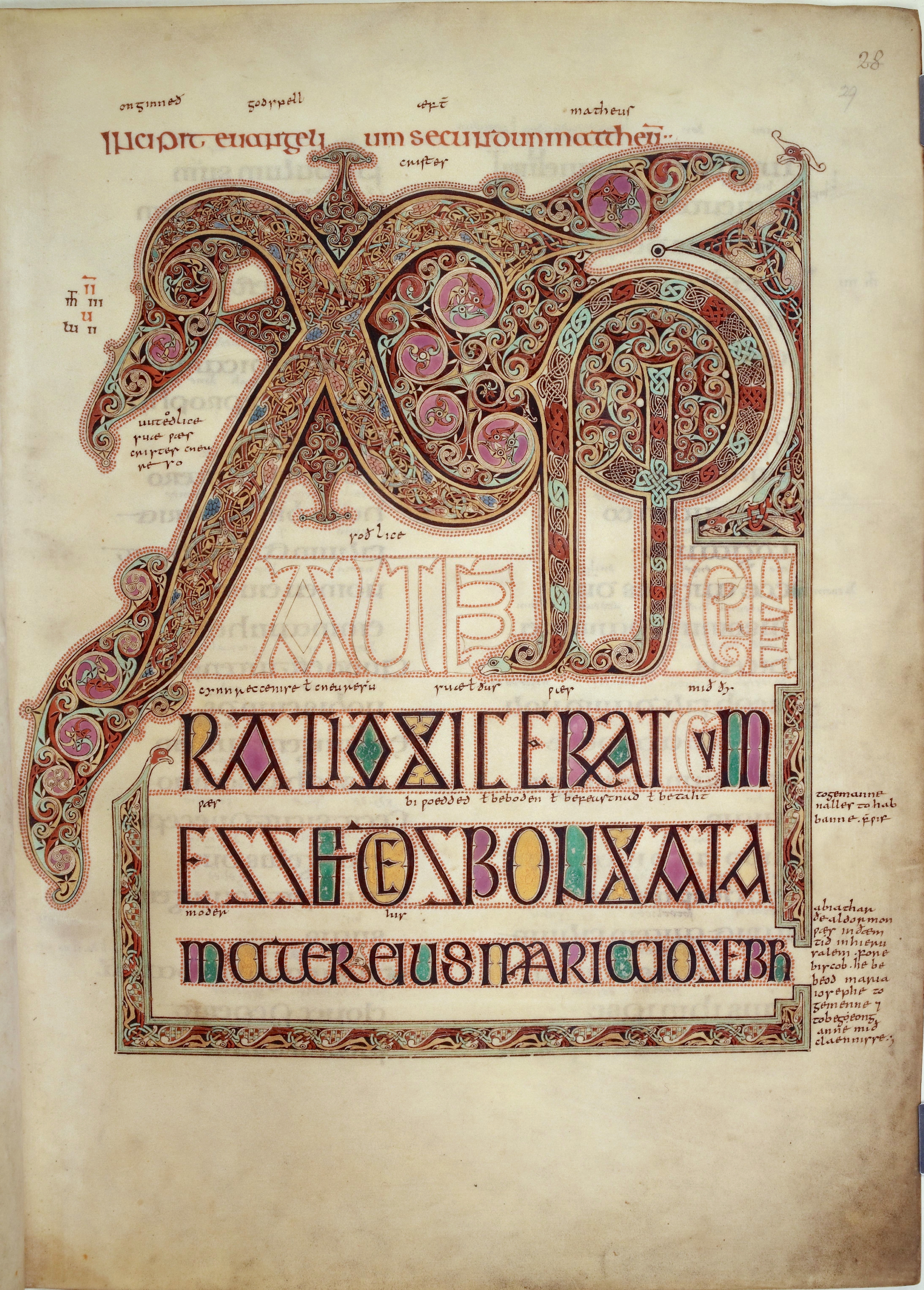
"Chi-Rho"-monogram vid början av Matteusevangeliet

Lindisfarneevangelierna är en illumination som skapades på Lindisfarneklostret på 700-talet. De är ett kristet manuskript på latin, som innehåller de fyra evangelierna och en beskrivning av Jesu liv och lära. Skapare anses vara munken Eadfrith.

## Historik och beskrivning
De anses vara skapade av munken Eadfrith, som blev biskop av Lindisfarne 698 och som dog 721. Idag tror man att de tillkom omkring 715 för att hylla Sankt Cuthbert.
Det är dock också möjligt att Eadfrith skrev dem före 698 i syfte att högtidlighålla upphöjelsen av Sankt Cutberths reliker detta år. Evangelierna är rikt illustrerade i den så kallade konststilen ökonst och var ursprungligen inneslutna i ett klenodband, ett band i läder täckt av juveler och metallprydnader, som hade gjorts av Billfrith Eremiten under 700-talet. Under vikingarnas räder mot Lindisfarne försvann läderomslaget med juveler. Ett nytt omslag gjordes 1852. Texten är den bäst dokumenterade och mest kompletta manuskriptet som skrivits i ökonstens skrivstil.
Sidorna är gjorda av veläng i kalvskinn och texten skriven med mörkbrunt, nästan svart, bläck som innehåller kolpartiklar från sot från lampor. Pennorna, som manuskriptet skrevs med, kan ha skurits från fjäder eller vassrör. För färgerna har ett stort antal olika pigment använts. Vissa färger har varit lokala, medan andra importerats från Medelhavsområdet och beträffande lapis lazuli från norra Indien. Guld har använts endast i få fall för detaljer. Som bindemedel i färgerna har oftast äggvita använts, ibland möjligen också fisklim. Sidorna är grupperade i åtta i en del med hål gjorda för bindningen. 
Under 900-talet gjordes en översättning av evangelierna till fornengelska med glosor på engelska infogade mellan raderna i den latinska texten av Aldred Skrivare, prost vid klostret i Chester-le-Street. Detta är den äldsta befintligt översättningen av evangelierna till det engelska språket.

## Proveniens
På grund av vikingaräder mot Lindisfarne omkring år 875 lämnade klosterfolket Lindisfarne och medtog då bland annat Lindisfarneevangeliet. Det anses att gemenskapen från Lindisfarne efter ungefär sju år slog sig ned i ett kloster i Chester-le-Street i Durham, där de stannade till år 995. Lindisfarneevangelierna fördes senare bort från katedralen i Durham vid upplösningen av klosterväsendet efter 1539 på order av Henrik VIII av England. De anskaffades i början av 1600-talet från Tobert Bowyer, Clerk vid parlamenten, av Robert Cotton (1571–1631). Cottons bibliotek kom till British Museum 1753 och gick vidare till British Library när detta separerades från British Museum.

## Bildgalleri

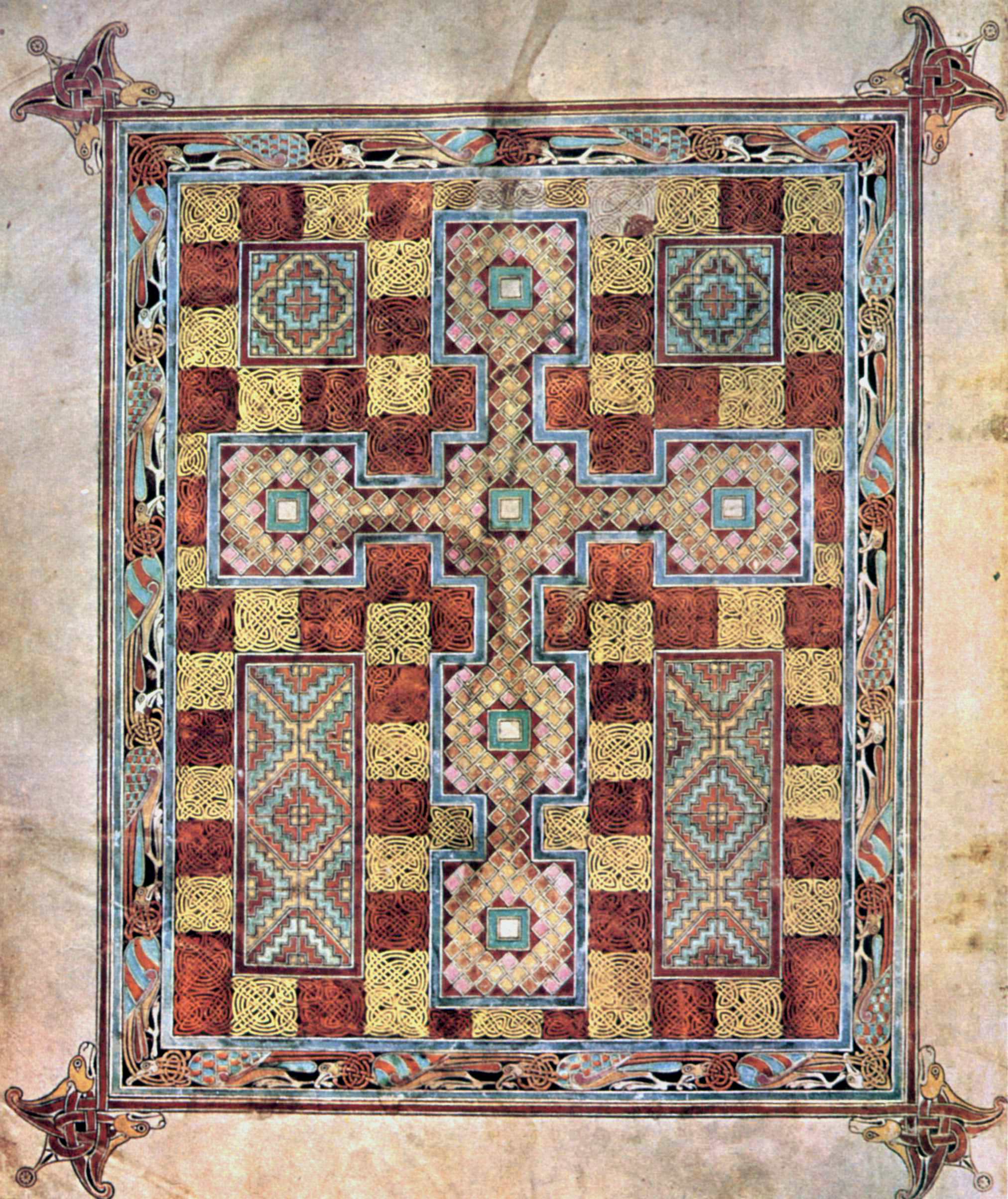
"Mattsidan", den första bildsidan i manuskriptet
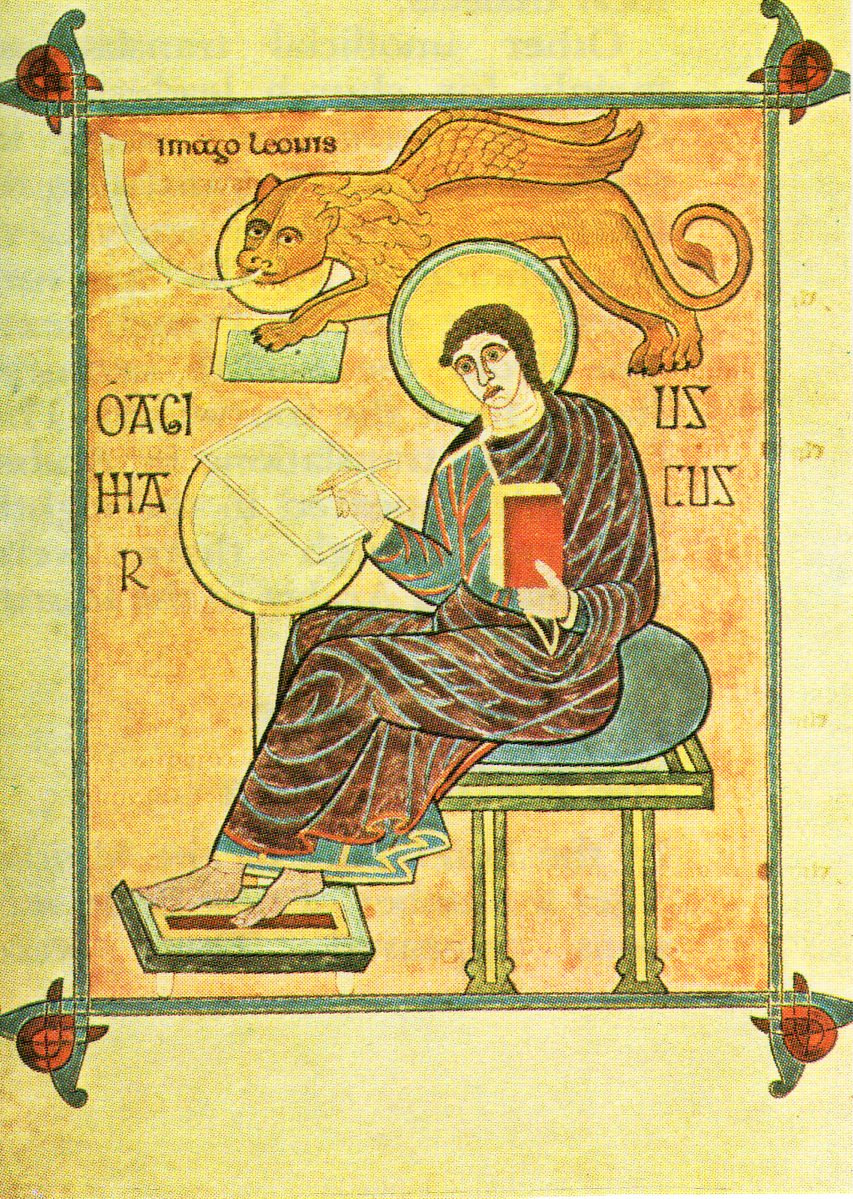
Första sidan i Markusevangeliet
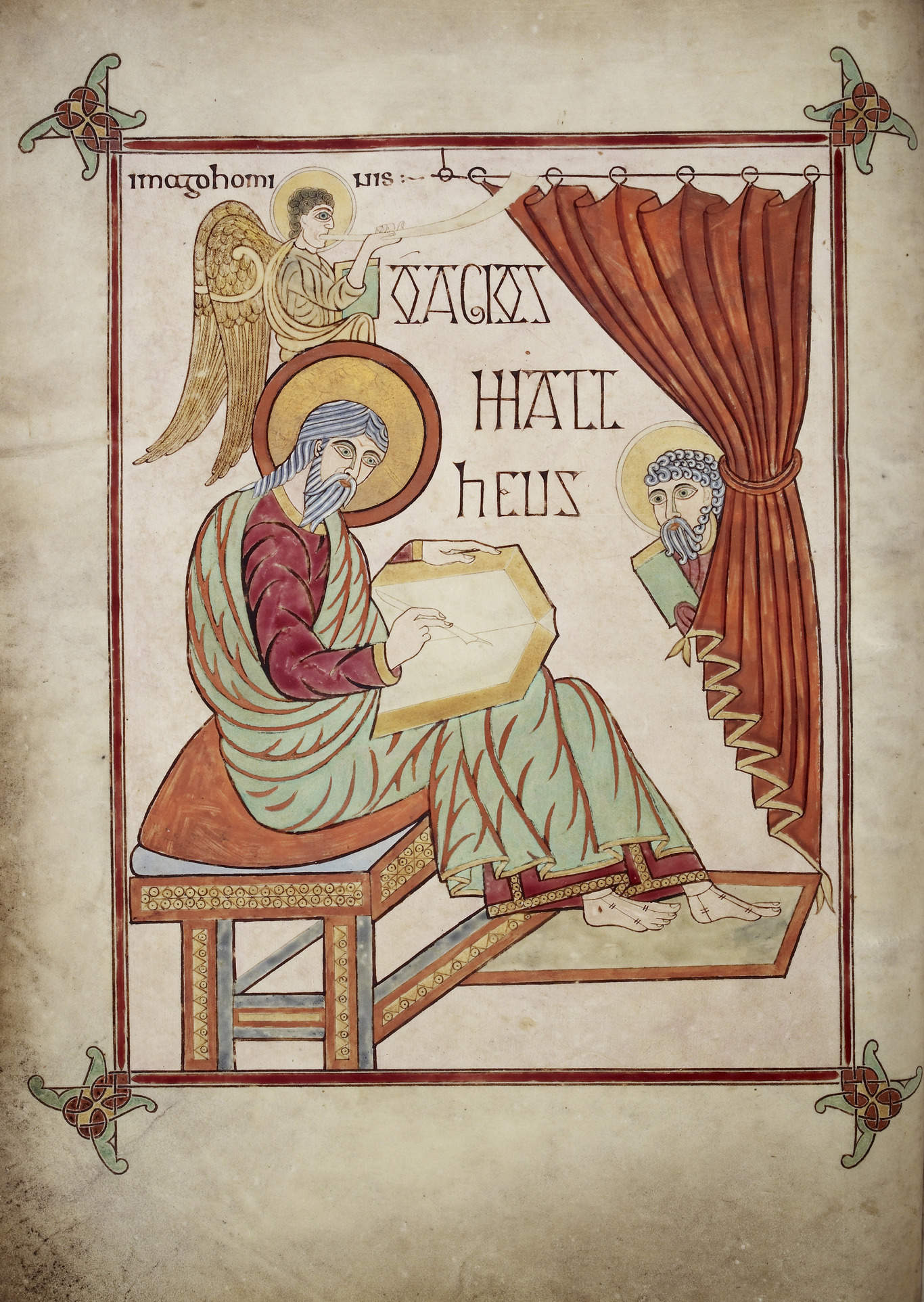
Den skrivande evangelisten Matteus
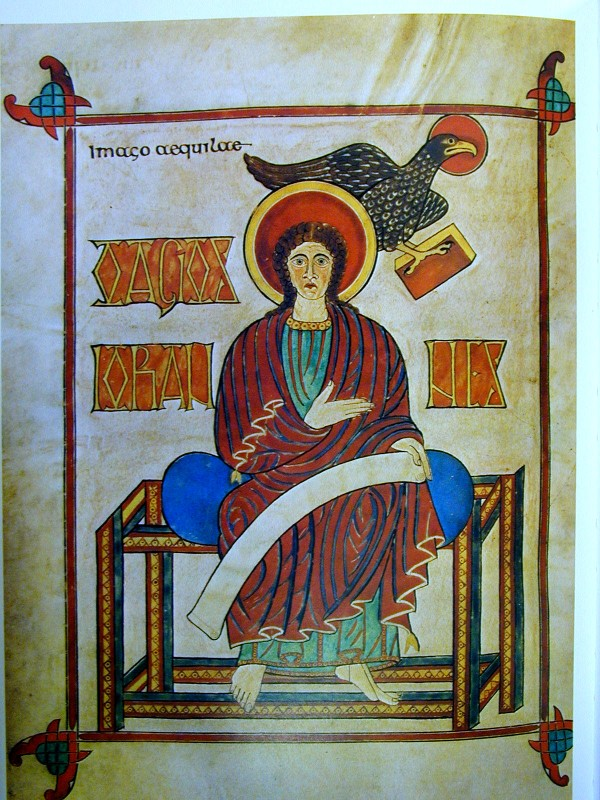
Evangelisten Johannes
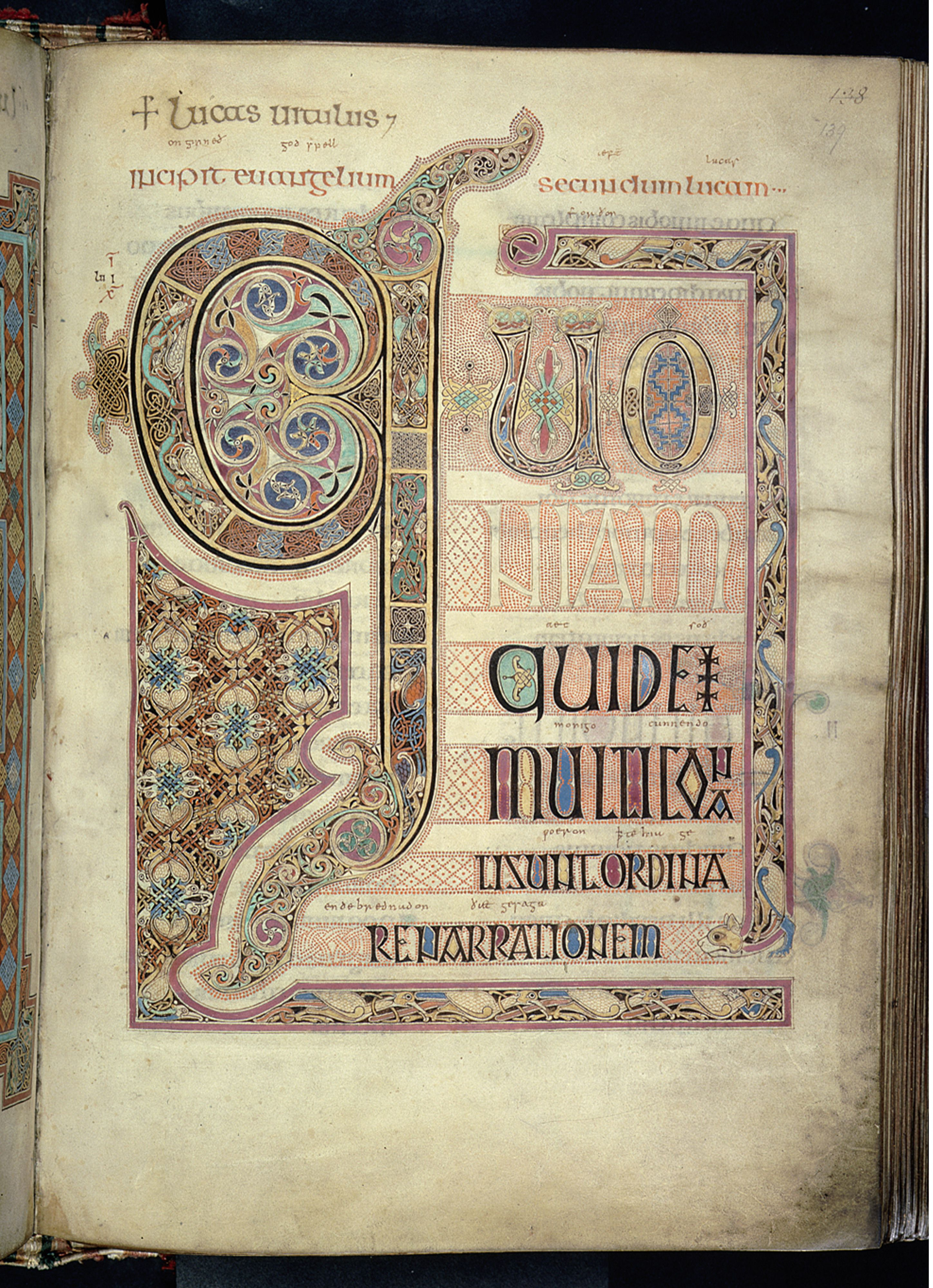
Inledningen till Lukasevangeliet